# Dora la Gitana
Dora la Gitana, nombre artístico de Antonia Galindo (Málaga, finales del siglo XIX - siglo XX) fue una bailaora y transformista española, considerada precursora del arte drag king en el país.

## Carrera
Antonia comenzó a trabajar en tablados de flamenco debido a su precaria situación económica, alcanzando una gran popularidad desde el comienzo. Comenzó a trabajar en dos locales llamados Novedades y El Burrero, el primero de estos ubicado en Sevilla, y adoptó el nombre artístico de Dora la Gitana.
Entre 1905 y 1910 actuó de forma habitual en el Café Gran Peña de Barcelona. Así mismo en 1908 trabajó durante un mes en el teatro Gayarre junto a artistas contemporáneas como Isabel Espinosa, La Cubanita y La Argentinita. En 1910 debutó además en el Circo Parish de Madrid.
En 1911 se trasladó de Madrid de vuelta a Sevilla, con un contrato con el Salón Novedades, y en noviembre de 1912 se anunciaban esta vez sus actuaciones en el Salón Novedades de Valencia. De Valencia se trasladó a Cartagena, donde fue promocionada como «soberana del garrotín» y donde inauguró el cine Sport. Poco después debutó también en Almería, mientras que en enero de 1914 actuó en el Cine Escudero de Cádiz, y al mes siguiente, en febrero, hizo lo propio en el Gran Cine de Córdoba. En la primavera de ese año actuó de nuevo en Valencia, mientras que en verano actuó también de nuevo en Barcelona.

## Reconocimiento
En 2018, el coreógrafo Fernando López impartió una conferencia acerca de los bailaores que habían desafiado los roles de género a lo largo de la historia de España. Dora la Gitana fue una de las artistas incluidas en dicha conferencia, en la que también aparecieron figuras como Carmen Amaya, Ocaña o La Esmeralda de Sevilla.